# Later... with Jools Holland

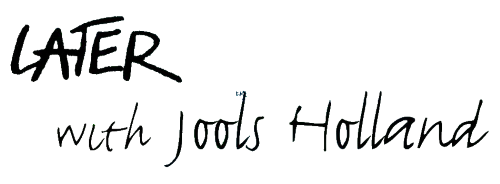
Logo de Later... with Jools Holland

Later... with Jools Holland (antes llamado ...Later with Jools Holland) es un programa de televisión británico de música en vivo, conducido por Jools Holland, y emitido por BBC Two.
Creado como una serie derivada de The Late Show, ha sido transmitido en temporadas cortas desde 1992 y es parte de la programación de late night de la BBC Two, comenzando normalmente alrededor de las 11 a 12 p. m.. El día de transmisión ha variado, pero actualmente es grabado los días martes para su emisión los viernes. El programa presenta una mezcla de artistas musicales tanto consagrados como nuevos, incluyendo a solistas, bandas, y agrupaciones más grandes.
El programa es considerado una institución, ya que tiene millones de seguidores alrededor del mundo. Su episodio n.º 200 fue transmitido el 1 de febrero de 2008, mientras que la edición n.º 250 fue transmitida en septiembre de 2010.

## Formato
Later... muestra una paleta diversa de música popular y global, y cada episodio presenta alrededor de cinco bandas de variados estilos musicales, que actúan para los demás ante una pequeña audiencia en el estudio. Jools Holland presenta el espectáculo y entrevista a uno o más de los intérpretes. Una característica única es la breve jam session que da comienzo a cada episodio, involucrando a todos los invitados, junto con Holland tocando el piano. Dicha jam session permite también mostrar el inusual diseño inusual del estudio; todas las bandas se disponen en un círculo y la audiencia rellena los vacíos entre ellos. Holland a menudo también acompaña las presentaciones de sus invitados, con resultados dispares; Mark E. Smith de The Fall insistió en que sólo aparecería en el espectáculo si Holland prometía no tocar el piano en cualquiera de sus canciones.

## Trasmisión internacional
Es actualmente retransmitido en los Estados Unidos por Palladia; anteriormente era emitido por Ovation, BBC America, Fuse y Dave. Ovation y Fuse solían dejar fuera varias interpretaciones (y normalmente uno o dos artistas por completo) para transmitir anuncios dentro de un bloque de una hora. Es también emitido en Australia en el canal UKTV y ABC2, en Canadá en HIFI y AUX TV, en Alemania en ZDFkultur, en España en Canal+ Xtra, en Croacia en HRT 2 y en Bélgica, Francia, Portugal, Suiza, y los Emiratos Árabes Unidos en iConcerts HD. En Latinoamérica es transmitido por el canal Film&Arts.

## Discografía

### Álbumes
- 1996 ...Later Volume One: Brit Beat
- 1996 ...Later with Jools Holland Volume Two: Slow Beats
- 2008 Later... with Jools Holland The First 15 Years
- 2008 Later... with Jools Holland Live
- 2009 Later... with Jools Holland Live 2

### DVD
- 2003 Later... with Jools Holland Hootenanny
- 2003 Later... with Jools Holland Giants
- 2003 Later... with Jools Holland Louder
- 2005 Later... with Jools Holland Even Louder
- 2005 Later with Jools Holland: World
- 2006 Later... with Jools Holland Mellow
- 2006 Best of Later... with Jools Holland
- 2008 Later... with Jools Holland The First 15 Years
- Dos DVD subtitulados Cool Britannia